# اندیس آهن پدگی ایرندگان
آهن پدگی ایرندگان یک اندیس فلزی است که در حوالی شهر بیرک استان سیستان و بلوچستان قرار دارد و مادهٔ معدنی موجود در آن، آهن است.سنگ میزبان این اندیس کالر ملانژ-فلیش است و دیرینگی آن به دوران کرتاسه بالایی-پالئوسن می‌رسد.